# جامع المدرسة (فيريا)
جامع المدرسة (فيريا) (باليونانية: Μενδρεσέ Τζαμί)‏: هو مسجد عثماني يقع في مدينة فيريا شمال اليونان.
يقع المسجد في موقع كنيسة القديس بولس البيزنطية، في الجزء الجنوبي من المدينة، خارج سور المدينة. بعد أن سيطر العثمانيون على المدينة في 1430، حولوا الكنيسة إلى مسجد موسى جلبي. وقد تم هدمه لاحقًا لأسباب غير معروفة، وتم إعادة استخدام مواد البناء الخاصة به في تشييد المبنى الحالي. يشتق المسجد اسمه منمدرسة قريبة منه. كان هذا المسجد هو الأكبر في المدينة، وقد اشتهر بجمال المساحة المحيطة به. ويذكر الرحالة أوليا جلبي من القرن السابع عشر أيضًا وجود مقبرة إسلامية قريبة.
يظل المسجد هو الأفضل حفظًا من بين مساجد المدينة المتبقية. وهو عبارة عن بناء مربع بسيط، بقبة يبلغ قطرها 11.5 متر (38 قدم)، مدعومة بثولوبات اثني عشري الشكل. أما في الداخل، فإن الثولوبات غير مرئي، ويبدو وكأن القبة ترتكز مباشرة على جدران القاعة الرئيسية. وقد كسيت القبة بالبرونز، وزُين داخلها بزخارف نباتية نموذجية للفن الإسلامي والآيات القرآنية. كما نجاالمحراب أيضًا، على الرغم من تعرضه للتلف، محتفظًا بآثار زخارفه ذات الألوان الغنية. يضم المبنى أيضًا المئذنة الوحيدة التي نجت من الدمار.